# Rezerwat przyrody Słowińskie Błota
Rezerwat przyrody „Słowińskie Błota” – torfowiskowy rezerwat przyrody w województwie zachodniopomorskim, w powiecie sławieńskim, w gminie Darłowo, 1,5 km na północny zachód od Słowina, 8 km na południowy wschód od Darłowa.
Został utworzony na mocy Rozporządzenia Nr 20/2005 Wojewody Zachodniopomorskiego z dnia 26 września 2005. Zajmuje powierzchnię 193,07 ha (akt powołujący podawał 192,55 ha).
Jedno z najlepiej zachowanych torfowisk wysokich typu bałtyckiego w Polsce. Kopuła torfowa wyniesiona na kilka metrów, na wierzchowinie bezleśne mszary torfowcowe, na zboczach bory bagienne. Złoże torfu ma formę kopuły z płaską wierzchowiną i wyraźnie nachylonymi zboczami. Od wschodu i zachodu zostało lokalnie zniszczone przez dawniejszą eksploatację torfu, ale centralna część kopuły jest dobrze zachowana. Akumulacja torfu, początkowo niskiego, rozpoczęła się około 5030 lat BP i została przerwana w wyniku pożaru około 3410 lat BP. Od tego czasu przyrastały torfy wysokie. Występuje tu rzadka, typowa dla torfowisk mrówka ozdobnica Forsslunda. Rozcinający i degradujący torfowisko rów w 2005 został staraniem Klubu Przyrodników zabudowany zastawkami.
Celem ochrony jest zachowanie kopułowego torfowiska bałtyckiego, z bardzo cennymi pozostałościami naturalnych torfotwórczych fitocenoz mszarnych oraz licznych gatunków roślin chronionych, typowych dla oligotroficznych i kwaśnych siedlisk wysokotorfowiskowych.
Rezerwat znajduje się na terenie Nadleśnictwa Sławno. Nadzór nad rezerwatem sprawuje Regionalny Konserwator Przyrody w Szczecinie. Na mocy obowiązującego planu ochrony ustanowionego w 2009 roku (z późniejszymi zmianami), obszar rezerwatu objęty jest ochroną czynną.
W zbliżonych granicach utworzono obszar siedliskowy sieci Natura 2000 „Słowińskie Błoto” PLH320016.